# Brnjica (Sjenica)
Brnjica (Servisch cyrillisch Брњица) is een plaats in de Servische gemeente Sjenica. De plaats telt 218 inwoners (2002).